# Тютюривщина
Тютюривщина (укр. Тютюрівщина) — село,
Вельбовский сельский совет,
Гадячский район,
Полтавская область,
Украина.
Код КОАТУУ — 5320481704. Население по переписи 2001 года составляло 114 человек.

## Географическое положение
Село Тютюривщина находится р 1,5 км от правого берега реки Тарапунька,
выше по течению на расстоянии в 1 км расположено село Юрьевка.

## История
- 1815 — дата основания.

## Экономика
- Свинотоварная ферма.